# Makobo
Makobo is een dorp in het district Central in Botswana. De plaats telt 1268 inwoners (2011).